# Приветное (Павлодарская область)
Приветное (каз. Приветное) — исчезнувшее село в Иртышском районе Павлодарской области Казахстана.

## Географическое положение
Располагалось в 73 км к юго-западу от села Иртышск, у оз. Пришиб.

## Население
По переписи 1926 г. в селе проживало 99 человек. Село населяли немцы, исповедовавшие лютеранство.

## История
Село Приветное основано в 1912 году немцами-переселенцами с Поволжья.